# Abu Faraj al-Libi

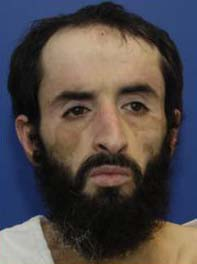
Abu Faraj al-Libi

Abu Faraj al-Libi (Arabisch: أبو فرج الليبي) (Tripoli, 1 november 1970), ook bekend als Abu Faraj Farj en al-Libbi is een Libiër die in verband wordt gebracht met de terreurgroepering al Qaida. Hij werd gearresteerd op 2 mei 2005 in Mardan, een stad 50 kilometer ten noorden van Pesjawar, in het noordwesten van Pakistan. De arrestatie was mogelijk door de samenwerking van de Verenigde Staten en Pakistan. De Pakistaanse geheime dienst ISI heeft de daadwerkelijk arrestatie verricht.
In augustus 2004 verklaarde de Pakistaanse overheid dat al-Libi de nummer drie was geworden binnen al-Qaida als "Chef Operaties", een rol die eerst werd vervuld door Khalid Sjeik Mohammed. Na de arrestatie van al-Libbi blijven de Verenigde Staten en Pakistan bij hun bewering dat hij de derde man was van al Qaida.
Volgens een BBC reportage zat al-Libi achter op een motor toen hij en zijn chauffeur gepakt werden door Pakistaanse agenten. Sommige agenten waren verkleed in boerka's. Tijdens zijn arrestatie probeerde al-Libi een notitieboekje te vernietigen. Amerikaanse deskundigen proberen de informatie van dit notitieboekje te reconstrueren. De arrestatie kwam in een stroomversnelling nadat Amerikaanse agenten een mobiel telefoongesprek van al-Libi hadden afgeluisterd. Door dit telefoongesprek konden zij zijn locatie bepalen: een drukke weg zo'n 500 meter buiten de buitenwijken van Mardan. De Amerikaanse agenten lichtten de Pakistaanse autoriteiten in, zij gingen in burgerkleding naar Mardan en wachtten daar op de komst van al-Libi.
Al-Libbi is de hoofdverdachte in de twee mislukte aanslagen op het leven van de Pakistaanse president, generaal Pervez Musharraf. Volgens de New York Times "heeft al-Libi tijdens deze aanslagen hulp gehad van een bekende Pakistaanse militant Amjad Farooqi. Hij wordt er ook van verdacht betrokken te zijn bij de moord op journalist van de Wall Street Journal, Daniel Pearl in februari 2002. Farooqi is omgekomen in september 2004 tijdens een vuurgevecht met veiligheidstroepen in het zuiden van Pakistan.
Abu Faraj al-Libi is niet Anas al-Libi die aangeklaagd is wegens zijn betrokkenheid bij de bomaanslagen op twee Amerikaanse ambassades in Oost-Afrika in augustus 1998. 'al-Libi' en 'al-Liby' zijn twee varianten op de Arabische naam الليبي, wat staat voor de De Libiër.
al-Libi wordt gekoppeld aan al-Qaeda gezien de samenwerking tussen Pakistan en de Verenigde Staten na de terroristische aanslagen van 11 september 2001. Deze samenwerking wordt gezien als verraad door Musharraf aan de Taliban en de groepering rondom Osama bin Laden. De aanslagen op Musharraf zijn dan ook pogingen om zijn regime omver te werpen en de moslimextremisten aan de macht te brengen in Pakistan.
De Libiër zit sinds 2006 vast in Guantanamo Bay. Daarvoor werd hij op een geheime locatie vastgehouden. De Amerikaanse president Barack Obama maakte direct bekend na zijn aantreden Guantanamo Bay te willen sluiten. In de praktijk bleek dat lastiger gezegd dan gedaan. Een speciale werkgroep concludeerde dat het bij 71 individuen, waaronder al-Libi, te gevaarlijk zou zijn hen ergens anders onder te brengen. Aan het einde van Obama's presidentschap was er nog geen oplossing voor dit probleem, waardoor al-Libi nog steeds vastzit op de Amerikaanse marinebasis op Cuba.